# كون ساساكي
كون ساساكي (باليابانية: 佐々木崑؛ بالكانا: ささき こん) هو مصور ياباني، ولد في 1918 في كوبه في اليابان، وتوفي في 2009.